# Gran Premio de las Naciones de Motociclismo de 1954
El Gran Premio de las Naciones de Motociclismo de 1954 fue la octava prueba de la temporada 1954 del Campeonato Mundial de Motociclismo. El Gran Premio se disputó el 12 de septiembre de 1954 en el Autodromo Nacional de Monza.

## Resultados 500cc
En la carrera de 500cc, el hecho de que Geoff Duke ganara la carrera de 500 cc no era ninguna sorpresa. Umberto Masetti, que debutaba en la cilindrada con Gilera, sorprendió a todo el mundo terminando segundo. Libero Liberati solo había conducido con la Gilera dos veces al concentrarse la escudería en el campeonato italiano. Pero aun así acabó tercero.
| Pos.    | Piloto                   | Equipo     | Tiempo/Retirado | Puntos |
| ------- | ------------------------ | ---------- | --------------- | ------ |
| 1       | Geoff Duke               | Gilera     | 1h 07' 32" 9    | 8      |
| 2       | Umberto Masetti          | Gilera     | +16" 5          | 6      |
| 3       | Carlo Bandirola          | MV Agusta  | +1' 00" 2       | 4      |
| 4       | Dickie Dale              | MV Agusta  | +1' 00" 5       | 3      |
| 5       | Reg Armstrong            | Gilera     | +1' 17" 6       | 2      |
| 6       | Ken Kavanagh             | Moto Guzzi | +1 giro         | 1      |
| 7       | Ray Amm                  | Norton     | +1 Vuelta       |        |
| 8       | Bill Lomas               | MV Agusta  | +1 Vuelta       |        |
| 9       | Fergus Anderson          | Moto Guzzi | +1 Vuelta       |        |
| 10      | Luigi Taveri             | MV Agusta  | +1 Vuelta       |        |
| 11      | Jack Brett               | Norton     | +1 Vuelta       |        |
| 12      | Nello Pagani             | MV Agusta  | +1 Vuelta       |        |
| 13      | Walter Zeller            | BMW        | +1 Vuelta       |        |
| 14      | Tito Forconi             | Gilera     | +3 Vueltas      |        |
| Ret     | Paolo Campanelli         | Gilera     | Ret             |        |
| Ret     | Lodovico Facchinelli     | Gilera     | Ret             |        |
| Ret     | Dante Bianchi            | Moto Guzzi | Ret             |        |
| Ret     | Enrico Galante           | Norton     | Ret             |        |
| Ret     | Jack Ahearn              | Norton     | Ret             |        |
| Ret     | Georges Burgraff         | Norton     | Ret             |        |
| Ret     | Libero Liberati          | Gilera     | Ret             |        |
| Ret     | Alano Montanari          | Moto Guzzi | Ret             |        |
| Ret     | Francis Flahout          | Norton     | Ret             |        |
| Ret     | Pierre Monneret          | Gilera     | Ret             |        |
| Ret     | Georg Braun              | Horex      | Ret             |        |
| Ret     | Rod Coleman              | AJS        | Ret             |        |
| Ret     | Dino Fagiolini           | Moto Guzzi | Ret             |        |
| Ret     | Francesco Guglielminetti | Norton     | Ret             |        |
| Ret     | Antonio Ronchei          | Norton     | Ret             |        |
| Fuente: |                          |            |                 |        |

## Resultados 350cc
Después del Gran Premio de Suiza, los primeros diez clasificados del Mundial podían teóricamente convertirse en campeones del mundo. Al final, fue finalmente Fergus Anderson quien consiguió el título con su cuarta victoria de la temporada. Una carrera apasionante con los cuatro primeros acabando en el mismo segundo. El segundo hombre de la clasificación general. Rod Coleman se retiró debido a una rotura del tanque de gasolina y Ray Amm tan solo pudo ser quinto.
| Pos. | Piloto            | Equipo     | Tiempo/Retirado | Puntos |
| ---- | ----------------- | ---------- | --------------- | ------ |
| 1    | Fergus Anderson   | Moto Guzzi | 55' 25" 7       | 8      |
| 2    | Enrico Lorenzetti | Moto Guzzi | +0" 5           | 6      |
| 3    | Ken Kavanagh      | Moto Guzzi | +0" 6           | 4      |
| 4    | Duilio Agostini   | Moto Guzzi | +1"             | 3      |
| 5    | Ray Amm           | Norton     | +5" 6           | 2      |
| 6    | Jack Brett        | Norton     | +7"             | 1      |
| 7    | Arthur Wheeler    | AJS        | +8" 2           |        |
| 8    | Luigi Taveri      | Norton     | +2 Vueltas      |        |
| 9    | Barry Haynes      | AJS        | +2 Vueltas      |        |
| 10   | Erwin Aldinger    | Horex      | +2 Vueltas      |        |
| Ret  | Francis Flahaut   | Norton     | Ret             |        |
| Ret  | Tommy Wood        | Norton     | Ret             |        |
| Ret  | Hans Haldemann    | Norton     | Ret             |        |
| Ret  | Kurt Knopf        | NSU        | Ret             |        |
| Ret  | Rod Coleman       | AJS        | Ret             |        |
| Ret  | Jack Ahearn       | Norton     | Ret             |        |

## Resultados 250cc
La categoría de 250cc estuvo marcada por la ausencia de todo el equipo de NSU, que se retiró por la muerte de Rupert Hollaus en los entrenamientos de este Gran Premio pero el equipo de fábrica en Moto Guzzi aún no podía dominar. La carrera fue ganada por el piloto privado Arthur Wheeler. No cambió mucho en la clasificación del campeonato mundial, porque NSU había sido tan superior que Werner Haas, Rupert Hollaus y Hermann Paul Müller se mantuvieron en los primeros tres lugares de la general.
| Pos. | Piloto            | Equipo     | Tiempo/Retirado | Puntos |
| ---- | ----------------- | ---------- | --------------- | ------ |
| 1    | Arthur Wheeler    | Moto Guzzi | 50' 51" 3       | 8      |
| 2    | Romolo Ferri      | Moto Guzzi | +7"             | 6      |
| 3    | Kurt Knopf        | NSU        | +50" 8          | 4      |
| 4    | Roberto Colombo   | Moto Guzzi | +53" 1          | 3      |
| 5    | Tommy Wood        | Moto Guzzi | +1' 29" 4       | 2      |
| 6    | Angelo Marelli    | Moto Guzzi | +2' 21" 4       | 1      |
| 7    | Ermanno Ozino     | Moto Guzzi | +2' 21" 4       |        |
| 8    | Guido Paciocca    | Moto Guzzi | +2' 21" 9       |        |
| 9    | Dino Fagiolini    | Moto Guzzi | +2 Vueltas      |        |
| Ret  | Barry Haynes      | Velocette  | Ret             |        |
| Ret  | Georg Braun       | NSU        | Ret             |        |
| Ret  | Guido Sala        | Moto Guzzi | Ret             |        |
| Ret  | Adelmo Mandolini  | Moto Guzzi | Ret             |        |
| Ret  | Lanfranco Baviera | Moto Guzzi | Ret             |        |

## Resultados 125cc
Sin la participación de NSU, parecía lógico que MV Agusta monopolizara los puntos. Sin embargo, no fue así. Roberto Colombo, Angelo Copeta, Nello Pagani y Cecil Sandford no pudieron finalizar la carrera y Carlo Ubbiali fue sólo tercero detrás del privado Guido Sala y el nuevo piloto de Mondial Tarquinio Provini. La segunda plaza de Provini fue especialmente llamativa. Utilizó una Mondial 125 Bialbero, una máquina con la que no se había sumado ningún punto en toda la temporada, pero que había sido revisada a fondo por Alfonso Druisiani. Sin embargo, el título mundial ya estaba decidido desde antes. Rupert Hollaus fue el campeón del Mundo, aunque de la manera póstuma.
| Pos. | Piloto            | Moto       | Tiempo/Retirado | Puntos |
| ---- | ----------------- | ---------- | --------------- | ------ |
| 1    | Guido Sala        | MV Agusta  | 41' 16" 4       | 8      |
| 2    | Tarquinio Provini | FB Mondial | +50" 4          | 6      |
| 3    | Carlo Ubbiali     | MV Agusta  | +56" 4          | 4      |
| 4    | Massimo Genevini  | MV Agusta  | +2 Vueltas      | 3      |
| 5    | Franco Bertoni    | MV Agusta  | +2 Vueltas      | 2      |
| 6    | Willi Scheidhauer | MV Agusta  | +2 Vueltas      | 1      |
| 7    | Gerrit Dupont     | MV Agusta  | +3 Vueltas      |        |
| 8    | Pierre Michel     | Michel     |                 |        |
| Ret  | Roberto Colombo   | MV Agusta  | Ret             |        |
| Ret  | Angelo Copeta     | MV Agusta  | Ret             |        |
| Ret  | Nello Pagani      | MV Agusta  | Ret             |        |
| Ret  | Georges Burggraf  | MV Agusta  | Ret             |        |
| Ret  | René Bétemps      | MV Agusta  | Ret             |        |
| Ret  | Cecil Sandford    | MV Agusta  | Ret             |        |